# Parque nacional William Bay
El parque nacional William Bay, de 17 km², está situado cerca de la ciudad de Denmark, en Australia Occidental, a 15 km y a 369 km de Perth.
El nombre de William Bay se debe a Sir William Edward Parry, almirante y explorador británico (1790-1855). El parque nacional se creó en 1971. El parque William Bay está surcado por montañas de granito y piedra caliza junto a aguas de color verde turquesa y prístinas playas de arena blanca en la costa. Es un lugar para nadar y bucear. Los lugares más populares, además de la gran bahía de William, son la bahía de Madfish y la playa de Waterfall.
Las tormentas de invierno forman altas dunas de arena en la costa que llegan hasta el interior. Muchos árboles y arbustos pequeños crecen en el parque, que también cuenta con rutas de senderismo y baños.

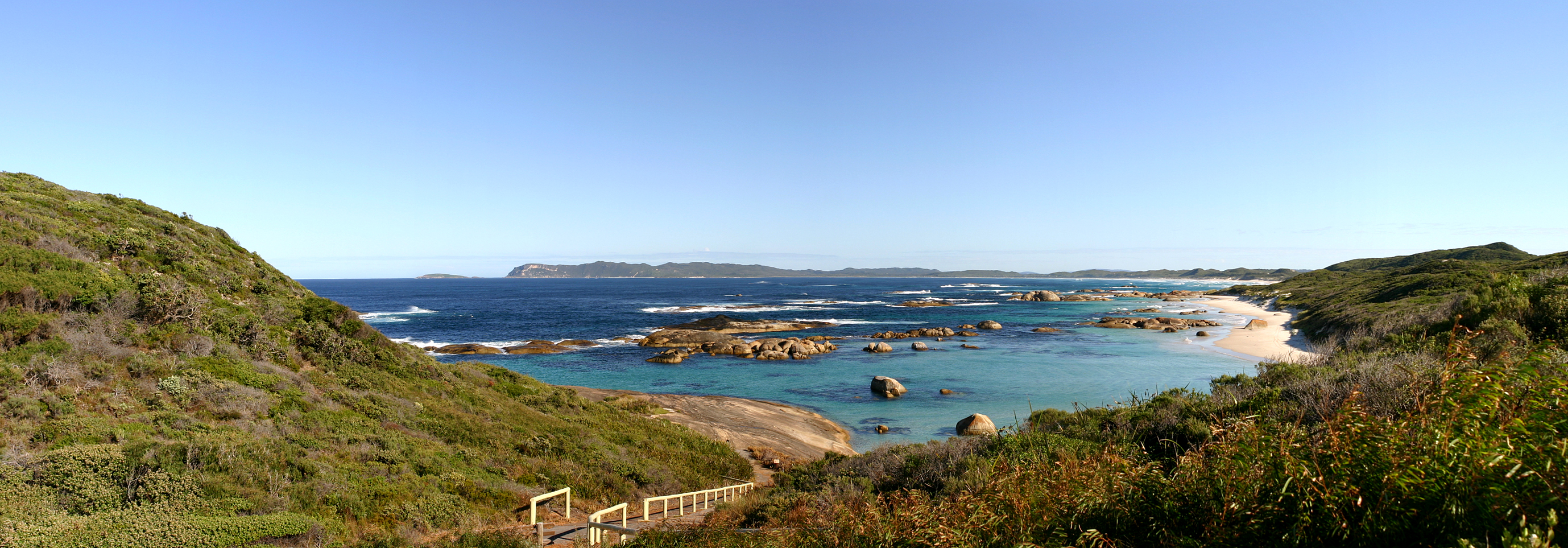
La bahía Willam con agua verde turquesa